# El peso de la ley
El peso de la ley es una película de drama criminal argentina que se estrenó el 23 de marzo de 2017 coescrita y dirigida por el conocido actor Fernán Mirás. Se trata de su primera incursión como director.

## Reparto
- Paola Barrientos como Gloria Soriano.
- María Onetto como Fiscal Rivas.
- Darío Grandinetti como Juez.
- Daniel Lambertini como El Gringo.
- Darío Barassi como el ayudante de Gloria
- Fernán Mirás como la presunta víctima
- Daniel La Rosa como el comisario

## Sinopsis
Gloria es una abogada que en toda su carrera jamás ha podido defender a alguien que no fuera culpable. Su nuevo cliente parece continuar con la misma racha: un hombre acusado de violación en un pequeño pueblo donde nadie cree la historia del acusado.

## Recepción

### Comercial
La cinta se estrenó de forma muy limitada. Pero el "boca a boca" permitió que se mantuviera bien en las semanas posteriores a su estreno, convirtiéndose en un pequeño éxito. En total la vieron 29.436 espectadores.

## Premios y nominaciones

### Premios Sur
La XII edición de los Premios Sur, entregados por la Academia de las Artes y Ciencias Cinematográficas de la Argentina, fue realizada en septiembre de 2018.
| Año  | Categoría               | Candidato           | Resultado |
| ---- | ----------------------- | ------------------- | --------- |
| 2017 | Mejor ópera prima       | El peso de la ley   | Nominada  |
| 2017 | Mejor actriz            | Paola Barrientos    | Nominada  |
| 2017 | Mejor actor             | Fernán Mirás        | Nominada  |
| 2017 | Mejor actriz de reparto | María Onetto        | Nominada  |
| 2017 | Mejor actor revelación  | Darío Barassi       | Nominada  |
| 2017 | Mejor sonido            | Javier Stravrópulos | Nominada  |

## Home Video
La película fue editada y distribuida por SBP Worldwide S.A. Se lanzó a las tiendas Yenny, Musimundo y El Ateneo el 23 de agosto de 2017. Incluye audio español 5.1 y de material extra incluye el tráiler del cine, sinopsis, ficha técnica y artística, críticas, personajes, expediente real, storyboards y galería de fotos.